# Galina Visjnevskaja
Galina Pavlovna Visjnevskaja (russisk: Гали́на Па́вловна Вишне́вская; 25. oktober 1926 i Leningrad - 11. december 2012 i Moskva) var en russisk sopran.

## Liv og karriere
Visjnevskajas scenedebut skete i Leningrad i 1944, men gennembruddet kom med Leonore i Fidelio på Bolsjojteatret i 1952 og fast engagement ved Bolstoj fik hun i 1953. I 1961 debuterede hun ved Metropolitan med titelrollen i Giuseppe Verdis opera Aida og året efter sang hun samme rolle ved Royal Opera House. I 1964 debuterede hun ved La Scala.
I 1960- og 1970-erne optrådte hun i både lyriske (Liù i Turandot) og dramatiske roller (Tosca i Tosca).
Visjnevskaja var gift med cellisten Mstislav Rostropovitj frem til hans død, og de optrådte ofte på scenen sammen. Efter at begge havde støttet Aleksandr Solsjenitsyn, forlod de Sovjetunionen i 1974 og bosatte sig i Paris og USA. Sovjetmyndighederne fratog dem statsborgerskabet i 1978, men den russiske regering omgjorde beslutningen i 1990. Visjnevskaja holdt sin sidste optræden i 1982, som Tatjana i Eugen Onegin på Pariseroperaen.
Visjnevskaja døde 11. december 2012 i en alder af 86 år.

## Indspilninger
Hun gjorde en række indspilninger, blandt andet som Marina i Mussorgskijs Boris Godunov (1970 og 1987), Dødens sange og danse (1961 og 1976), Brittens War Requiem (med sir Peter Pears og Dietrich Fischer-Dieskau, dirigeret af komponisten; 1963) og The Poet's Echo (1968), Puccinis Tosca (1976), Tjajkovskijs Eugen Onegin (1956 og 1970), Spar Dame (med Regina Resnik, 1976), Iolanta (med Nicolai Gedda, 1984) og Prokofjevs Krig og fred (1986) og Sjostakovitjs Lady Macbeth fra Mtsensk (1978).

## Ry
Visjnevskaja blev – sammen med Irina Arkhipova – betegnet som sin generations største sovjetiske operasangerinde. Dmitrij Sjostakovitj skrev sopranstemmen i sin 14. symfoni med tanke på Visjnevskaja, det samme gjorde Benjamin Britten med sopranstemmen i War Requiem.